# 无人深空
《无人深空》，或译“无人之地”、“無人之境”，是一款由独立游戏工作室Hello Games开发并发行的动作冒险生存游戏，于2016年8月登陆PlayStation 4和Microsoft Windows平台；2018年7月24日登陆Xbox One平台。游戏基于探索，生存，战斗和交易。玩家可以自由地在随机生成的确定性开放宇宙游玩，这其中包括数以亿计（1.8×1019）的行星，许多行星都有自己的动植物群。

## 玩法
玩家参与到共享的宇宙中，能够与其他玩家交换行星信息，游戏也完全可以离线游玩。程序生成系统确保玩家在指定行星坐标时，可以找到生命形式和其他方面都相同的行星，不需要进一步存储数据或从游戏服务器检索。星系、行星及其生态系统、动植物及其行为模式、人造结构，外星派系及其航天飞船等几乎所有游戏元素都由程序生成。
2019年8月的Beyond大更新添加了烹饪系统和骑乘系统及可以坐在椅子上，并且玩家可以对一些生物挤奶。
2020年9月的Origins大更新添加了新的天氣和地質結構，例如火山、閃電、龍捲風等，也添加了很多新的動植物，還有很多全新的事物等。

## 內容要素
玩家擁有強化套裝、太空飛船、工具組與貨船，這些是遊玩時的最基本要件。而組成遊戲本身的要件則是星系與環境系統、外星種族的互動。遊戲也有自己的主線與支線任務。

### 強化套裝
維持玩家生命的基本裝備被稱之為強化套裝，其套裝提供了維生與風險防護、移動系統。套裝分為三個分類欄位，其分別是：物品、科技與大型物品。若要擴充其分類的任一欄位則必須至太空貿易站或是位於行星上所能發現的太空艙進行升級。
物品欄位顧名思義可擺放工具組所收集到的物品或元素。而科技欄位可以安裝系統升級或是強化模組。大型物品欄位允許單項物品的更高堆疊數。物品欄位同時也可安裝系統升級、強化模組，但會佔去可擺放物品的欄位。
風險防護系統允許使用者在較危險的地形與環境下提供多一層的保護，例如防護輻射或是炎熱、寒冷天氣。當風險防護系統用盡時，維生系統就會開始直接下降；跑步或是飛行時，維生系統亦會下降。

### 太空飛船
太空飛船是最基本的飛行載具，允許玩家在星系或行星與地面之間穿梭來回。其組成要件有推進器與空間脈衝加速器，後期亦能追加空間跳躍器允許在不同星系中穿越。
推進器允許你啟動飛船的飛行系統，亦能讓你在行星地面上的任何一處召喚飛船降落於身邊；空間脈衝加速器允許你在太空以更快的速度穿越，當靠近太空站或是行星大氣層時，空間脈衝加速器會自動停止並且轉為正常的推進模式。
太空飛船亦能安裝攻擊系統並在太空中對付海盜飛船與貨船、並且於隕石行帶採集金、銀等元素。

### 工具組
工具組是開採礦物最基本的裝備，這允許玩家透過採集光束發射類似雷射的束體遠端採集礦物質，當使用一段時間無休息時會過熱。工具組能夠安裝許多不同的系統與升級強化模組，例如：類似槍械的雷霆砲可發射子彈，或是能夠變更地形的地形採集器（能夠建造地形亦能挖掘地形，用於採集地面礦物產地）。
工具組的欄位有限，玩家無法自行升級；必須透過購買新的工具組才能獲得更高效能與更多的欄位，當更換工具組時，原先安裝的系統與強化模組皆會消失。

### 貨船
玩家能擁有自己的艦隊和貨船，亦能在探索太空時發現電腦玩家的貨船，此時能夠攻擊其船上的物資並且佔為己有。在任何地方都能夠將物品傳遞至貨船上，但欲將貨船上的物資傳回強化套裝或是太空飛船時，必須處於貨船內。
位於不同星系或是地點時，可以隨時召喚貨船至指定太空位置，其動畫特效以「閃現」的時空跳躍方式出現在眼前。

### 星系與行星、環境
一個星系有其主要的組成行星系統，當使用者透過時空跳躍時會出現在其星系的太空站附近，玩家亦有可能在時空跳躍之後直接遇上突如其來的海盜襲擊。在太空站附近通常會有四、五個可見的行星，而每個行星的大小與組成物質又不同。
行星有不同的大小，亦有可能是某個巨大型行星的衛星（類似月球那樣環繞著特定行星），而衛星通常都要來的普通行星小非常多。玩家可以在太空時透過掃描得知前方的行星是由什麼礦物質組成，並分析其行星環境，如：毒氣行星、過盛行星。
不同的行星有自己的豐富生態群，這些通常被隨機分為多與少，其主要分類是：植物、動物、巡警與環境。植物亦是地表上的標準植物生態，而動物即是指能夠行動的動態生物，這些生物有些是主動攻擊，有些是被動或是根本不會回擊。而巡警分為少、鬆散、標準、激進或主動…等。

### 外星種族
玩家除了在遊戲中可以自由探索外，亦能與行星上或是太空站中的外星種族有所互動。當玩家與其種族的互動越深，就能夠在其種族中獲得更好的名聲，而每個種族有九種名聲階級，且不同種族的名聲階級稱謂皆不相同。其外星種族分類如下：

#### 科瓦族（學者）
外型酷似機械生命體的巡警崇拜者，曾因為吉客族的大舉侵略活動而導致母星被消滅。對話偏向於科技瑣事。

#### 維金族（戰士）
長相類似於蜥蜴的勇武鬥士，好於攻擊，有時會在玩家選擇平和對應時感到失望而降低種族聲望。常常能於對話事件中獲得工具組。

#### 吉客族（商人）
其臉型類似有鳥喙的青蛙，其行為較為狡詐。

### 巡警與警報系統
當玩家於星球上開發時遇見巡警，巡警會即刻觀察玩家的行為，此時若玩家執意繼續採集和開發環境，巡警即會發出第一級警報並且開始攻擊玩家。在某些資源過多的行星上，巡警的攻擊是主動性的，這意味著無論玩家是否正在採集物資，巡警只要見到玩家就會直接主動攻擊。在進行某些動作情況下，如：採集重力子球，會直接觸發警報系統（無論附近是否有巡警）。
巡警在不同行星上有著不同的執行模式，這些模式是行星預設的，但有可能在後期玩家的互動下暫時升級到另一個模式。巡警的活動模式主要有：
- 被動：不會主動攻擊，當玩家於附近開採時若執意繼續時可能會轉為「活動中」。
- 活動中：最常見的模式，當玩家於附近過度開採或是殺戮動物時即會觸發警報。
- 高度戒備：當發現玩家並掃描五秒時觸發警報。
- 戒備：比起「活動中」模式還要更加敏感，寬容的限度更低。
- 警備：趨近於「活動中」模式，但是移動的更快且活動更精準。
- 有限度：除非玩家直接攻擊巡警，否則其餘的動作都不會觸發警報。
- 鬆散：和「有限度」類似，但是更會忽略玩家的惡意行為，且偵查的速度降緩。
- 激進：在發現玩家後會直接觸發攻擊，並且異常地準確且移動迅速。

地面警報系統分為五級，每殺死一次巡警並結束單級警報時會晉級到下一級警報（除非躲避至少 30 秒，所有警報才會消失）：
- 第一級：單個巡警。
- 第二級：兩個巡警。
- 第三級：兩個巡警、單個地面狗型巡警。
- 第四級：兩個巡警、單個大型地面機械巡警。
- 第五級：兩個巡警、單個大型地面機械巡警、兩個地面狗型巡警。

在太空時則有另一個警報系統，其系統亦分成五級：
- 第一級：單個太空執法單位飛船。
- 第二級：兩個太空執法單位飛船。
- 第三級：四個太空執法單位飛船。
- 第四級：六個太空執法單位飛船。
- 第五級：一個太空執法單位大型艦隊；艦隊會即時重生 3 至 5 個執法單位飛船。

## 多人連線
在起初的無人深空遊戲中並沒有真正的多人連線，其運作的機制類似部份賽車遊戲（如：Real Racing 3）上的時間偏移多人連線。當兩個玩家在相同地方時卻無法看見對方，但行星資源的變更是能夠透過伺服器同步共享的。
之後的更新追加了有限度的多人連線支援，這讓玩家能看見對方（無模組，僅是一個光點球）但卻無法進行任何互動與合作。
然而後期於2018年7月24日所發布的NEXT重大更新，讓無人深空成為了真正可多人連線的遊戲。其更新讓遊戲支援 2 到 4 人的小隊，隊員可看見彼此模組並且一同互動、採集，亦能在不同星球上穿梭。在多人模式中，一個星系可擁 16 位玩家，但不在小隊內的玩家會以光點球呈現。
在啟動遊戲時，玩家可以選擇要進入自己的星球並允許其他人加入，還是加入網路上的隨機玩家星球並一同遊戲。當進入其他玩家的星球時，即是實時多人連線模式，當遊戲斷線時並不會因此而中斷遊戲，而是能夠繼續探索其星球與內容。
2019年8月发布的Beyond重大更新使得玩家可以进行32人联机。

### 每週任務
在 NEXT 更新之後，官方追加了每週會更改的獎勵任務，鼓勵玩家們能夠透過多人連線進行活動。

## 開發與發行
Hello Games的创始人肖恩·默里（Sean Murray）想要做一个捕捉20世纪70年代和80年代科幻及艺术作品体现的探索和乐观感的游戏。游戏由小团队Hello Games开发了三年多，其发行和宣传得到了索尼互动娱乐的帮助。英国乐队65daysofstatic协助开发游戏音乐
，声音设计师保罗·韦尔（Paul Weir）研发了生成配乐的系统。

## 評價
在发布的前几个月，业界对游戏充满极大的关注与期待。由于其独立游戏的性质以及主要吸引小众玩家，默里和一些新闻编辑建议对游戏持谨慎态度，避免重蹈EA在2008年推出《孢子》时的覆辙。发布后，游戏获得了褒贬不一的评价，一些人赞扬了程序化生成宇宙的技术成就，而批评者则认为游戏的可玩性差，重复性高，作業感重。《无人深空》在发布时也遇到了许多技术问题，并缺少一些商业游戏的功能，如多人模式。Hello Games在前期致力于修复技术问题，后期发布了三个重要的内容补丁，增加了这些功能和并引入了限制性多人游戏等新特性，这是迈向更全面的合作模式的中间步骤。
虽然2016年8月游戏在英国和北美热销，但其热度在发布后几个月逐渐下降，而后期的附加内容补丁又使游戏重获部分赞誉。《无人深空》的推广和营销成为辩论主题，电子游戏行业则将其作为营销失误的典型例子。
於2018年7月24日發布的「NEXT」重大更新，其追加了眾多內容並提供真正的多人連線支援讓評價回升不少，並且多數玩家在其更新宣傳影片底下表示感謝開發者並沒有拋棄遊戲的更新。
在2020年12月举办的游戏大奖网路直播上，无人深空获颁最佳營運遊戲。